# Rhinophoroides minutus
Rhinophoroides minutus är en tvåvingeart som beskrevs av Barraclough 2005. Rhinophoroides minutus ingår i släktet Rhinophoroides och familjen parasitflugor. Inga underarter finns listade i Catalogue of Life.